# Psopheticus crosnieri
Psopheticus crosnieri is een krabbensoort uit de familie van de Goneplacidae. De wetenschappelijke naam van de soort is voor het eerst geldig gepubliceerd in 1990 door Guinot.